# Convento de Nuestra Señora del Camino (Monteagudo)
El 22 de marzo de 1829 la Provincia de San Nicolás de Tolentino de la Orden de Agustinos Recoletos tomó posesión del santuario de Nuestra Señora del Camino de Monteagudo (Navarra), entonces una humilde capilla con casa para el mayordomo y un establo, en una ceremonia a la que asistieron 43 recoletos.
Antes de habitarlo, la Provincia construyó nueva iglesia y remodeló el edificio. En 1848 lo amplió con un ala que da a Malón y la galería que mira a Novallas, sobre la que en 1854 levantó un nuevo piso.
A principios del siglo XX el agustino recoleto Félix Barea construyó el camarín actual de la Virgen; en 1921 se sustituyó el viejo callejón de acceso a la iglesia por la plaza actual; en 1924 se hizo la fachada de la iglesia y en 1928, con motivo del primer centenario del convento, el arquitecto Ángel Marín remodeló completamente el templo: alargó las naves laterales, aligeró las columnas, le dio más luz y sustituyó con altares barrocos las humildes urnas anteriores. El templo mide 37 metros de longitud y 13,30 de anchura. En la misma fecha se construyó el oratorio del noviciado y una hermosa biblioteca.
El 1 de mayo de 1986 fue inaugurado el actual convento, de nueva planta, y cuya construcción requirió la demolición de parte del antiguo. También se restauró lo que quedó del anterior y se remozaron todas las dependencias antiguas.
La iglesia conserva desde 1906 el cuerpo incorrupto de san Ezequiel Moreno Díaz. Anteriormente situado en la iglesia, en las obras del nuevo convento también se incluyó una nueva capilla en honor al santo que acoge ahora sus restos.
El convento ha sido desde su inauguración sede del noviciado de la provincia. Hasta 1865 fue también su única casa de estudios. Desde ese año hasta 1950 alojó, con algunas interrupciones, a los estudiantes de filosofía.
La comunidad ha desarrollado siempre una discreta actividad apostólica en la iglesia conventual y por los pueblos de la comarca, que aumentó al aceptar la capellanía de las monjas de Tulebras (1979) y las parroquias de Monteagudo (9 de febrero de 1978), Tulebras y Barillas (1 de marzo de 1988). También se atiende la capellanía de las Misioneras Agustinas Recoletas en el mismo Monteagudo y, periódicamente, a las Hermanitas de los Ancianos de Cascante, María Inmaculada de Tudela y otras parroquias de la comarca.
La Fraternidad Seglar Agustino-Recoleta fue erigida el 19 de agosto de 1992.
En el año 2006, con motivo de los cien años del fallecimiento de san Ezequiel Moreno, se inauguró un museo dedicado al santo y con un homenaje y recuerdo a los más de 2.000 religiosos Agustinos Recoletos que profesaron en la Orden en este convento.
Los ministerios atendidos desde la comunidad de Monteagudo pertenecen a pequeños pueblos, en su mayoría con habitantes de bastante edad y dedicación fundamental a la agricultura.
- Datos: Q16552512